# Ricse
Ricse è un comune dell'Ungheria di 1.913 abitanti (dati 2001) . È situato nella contea di Borsod-Abaúj-Zemplén. Fino alla Seconda guerra mondiale era presente una numerosa comunità ebrea

## Amministrazione

### Gemellaggi
Ricse è gemellata con:
- Caselette, dal 2004